# 김의영 (가수)
김의영(金宜泳, 1993년 5월 16일~)은 대한민국의 트로트 가수이다.

## 개요
떡복이집 아르바이트를 하며 가수의 꿈을 키워오다  2019년 TV조선 "내일은 미스트롯"에 참가해 탈락이라는 쓴 잔을 마신 그는 "내일은 미스트롯2"에 재도전부로 참가해 최종 순위 5위를 차지하며 대중에게 알려지기 시작했다. 힘 있는 가창력과 트로트만의 매력을 살린 '캡사이신 보이스'로 많은 사랑을 받았다.  혀를 내두르게 하는 남다른 꺾기, 간드러지는 가창력까지 트로트에 특화된 남다른 개성의 소유자다.

## 데뷔
- 2021년 2월 26일 방영된 TV조선 《내일은 미스트롯2》결승전 ‘작곡가미션’에서 받은 곡 〈도찐개찐〉의 주인공이 되면서 데뷔하였다.

## 앨범
- 2020.12.25. 컴필레이션(옴니버스) 《내일은 미스트롯2 예선전 베스트 PART2》 수록곡 〈용두산 엘레지〉(장르: 트로트, 작사: 최치수, 작곡: 고봉산, 편곡: 뽕다방, 발매사: 카카오엔터테인먼트, 기획사: TV CHOSUN / ㈜쇼플레이)[4]
- 2021.01.22. 컴필레이션(옴니버스) 《내일은 미스트롯2 데스매치 PART2》 수록곡 〈가버린 사랑〉(장르: 트로트, 작사: 고운산, 작곡: 최영섭, 원곡: 임주리, 발매사: 카카오엔터테인먼트, 기획사: TV CHOSUN / ㈜쇼플레이)
- 2021.02.12. 컴필레이션(옴니버스) 《내일은 미스트롯2 레전드 미션 베스트 준결승1》 수록곡 〈사랑여행〉(장르: 트로트, 작사: 상준/소산, 작곡: 공정식, 원곡: 김용임, 발매사: 카카오엔터테인먼트, 기획사: TV CHOSUN / ㈜쇼플레이)
- 2021.02.19. 컴필레이션(옴니버스) 《내일은 미스트롯2 레전드 미션 베스트 준결승2》 수록곡 〈비익조〉김의영/윤태화 (장르: 트로트, 작사: 우정, 작곡: 이호섭, 원곡: 김용임, 발매사: 카카오엔터테인먼트, 기획사: TV CHOSUN / ㈜쇼플레이)
- 2021.02.26. 컴필레이션(옴니버스) 《내일은 미스트롯2 결승전 작곡가미션》 수록곡 〈도찐개찐〉김의영 (장르: 트로트, 작사: 임경민, 작곡: 이승한/유태준, 편곡: 위종수, 발매사: 카카오엔터테인먼트, 기획사: ㈜티조컬처앤컨텐츠)
- 2021.03.05. 컴필레이션(옴니버스) 《내일은 미스트롯2 결승전 인생곡 미션》 수록곡 〈물레방아 도는데〉 (장르: 트로트, 작사: 정두수, 작곡: 박춘석, 원곡: 나훈아, 발매사: 카카오엔터테인먼트, 기획사: TV CHOSUN / ㈜쇼플레이)

## 활동
- 2020년 4월 2일 MBN 《라스트 싱어》 2라운드 '팀 내 왕좌 쟁탈전'에 참가해 '무대 찢고 보이스' 조(정수연, 김의영, 성은, 주설옥)에 들어가 주현미의 <정말 좋았네>를 불렀다.  탄탄한 가창력과 트로트의 맛을 제대로 살린 콧소리와 창법으로 초고의 점수를 받으며 '보이스 퀸'을 잡는 이변을 연출했다.  쟁쟁한 선배 가수들 사이에서 인지도가 미미했던 김의영은 가창력으로 승부, 대어를 낚으며 화려한 스포트라이트를 집중시켰다. 1위를 하며 최종 라운드에 진출했다.[5]
- 2023년 3월 2일 대전광역시 홍보대사로 위촉됐다. 고향사랑기부제에 대한 국민들의 관심을 높이고 대전에 대한 기부 활성화를 위한 홍보대사로 활약하며, 대전시 각종 행사 및 홍보물 제작에 적극 참여하고 전국에 대전의 고향사랑기부제를 홍보한다.[6][7]

## 출연 작품

### TV
- 2019년 TV조선 《내일은 미스트롯》
- 2020년 MBN 《트로트 퀸》
- 2020년 MBN 《라스트 싱어》
- 2020년 TV조선 《내일은 미스트롯2》
- 2021년 TV조선 《내일은 미스트롯2 토크 콘서트》
- 2021년 JTBC 《아는형님》 게스트 - With 미스트롯2 TOP7
- 2021년 MBC 에브리원 《비디오스타》
- 2021년 TV조선 《내 딸 하자》
- 2021년 MBC 에브리원 《대한외국인》
- 2021년 TV조선 《화요청백전》
- 2021년 TV조선 《금요일에 만나요》
- 2021년 TV조선 《금요일은 밤이 좋아》
- 2022년 TV조선 《화요일에 만나요》
- 2022년 TV조선 《화요일은 밤이 좋아》
- 2023년 KBS 1TV 《가요무대》 1820회
- 2025년 KBS 1TV 《6시 내고향》(임시패널) (섬섬옥수 - 자연의 품에 안긴 섬, 원산도 (충남 보령시)) (8336회)[8]

## 학력
- 대전동화중학교 (졸업)
- 대전예술고등학교 (졸업)
- 중앙대학교 예술대학 음악극과, 연희예술 전공 학사

## 경력
- KBS 어린이합창단
- 2023.03.02. 대전광역시 홍보대사[9][10]

## 수상
- 2015년 《전국노래자랑》 충남 천안시편, 장려상, 〈타이밍〉
- 2017.01.29.  《전국노래자랑》 1020 '설특집', 장려상, 〈정말 좋았네〉
- 2017.05.30. 《제6회 밀양아리랑가요제》 동상, 〈봄날은 간다〉
- 2018.09.07. 《제22회 제천박달가요제》 대상, 〈정말 좋았네〉
- 《2024 트롯뮤직어워즈》 파퓰러 트롯상

## 자격, 면허
- 2018.09.07. 가수인증서[11]